# مناخ السر الثاني
مناخ السر الثاني، مناخ حدث ( يوم الثلاثاء 1031هـ / 1621م) بين قبيلة عَنَزة بقيادة سطام بن مجلاد ضد قبيلة الظفير بقيادة فدغم بن سويط، إنتهى المناخ بإنتصار عنزة وهزيمة الظفير وأقاموا في مناخهم ذلك عشرين يوم، وغنم منهم عنزة غنائم كثيره.

## المعركة
يقول المؤرخ عبدالله بن محمد البسام في كتابه
(تُحفة المشتاق أخبار نجد والحجاز والعراق) :
عندما دخلت سنة 1031 هـ (أولها يوم الثلاثاء 16 نوفمبر 1621م)
.مناخ عَنَزَة و الظفير على السر للمرة الثانية:
في هذه السنة تناوخوا عنزة هم والظفير في أرض السر بالقُرب من الداودمي، وأقاموا في مناخهم ذلك نحو عشرين يومًا يغادون القتال ويراوحونه طرادًا على الخيل، ثم أنهم مشى بعضهم على بعض وحصل بينهم قتال شديد، وصارت الهزيمة على الظفير وتركوا أكثر أغنامهم وما ثُقِلَ من بيوتهم وأمتعتهم فغنمتها عَنَزة، وقُتل من الفريقين عدة رجال وممن قُتل من مشاهير الظفير: فدغم بن سويط، وجزى بن مرشد، ونهار بن ضويحي.
ومن مشاهير عنزة: سطام بن مجلاد، وشاهر بن ضويحان، وخلف بن مرضي.

## أنظر أيضاً
عنزة
مناخ السر الأول
الظفير
مناخ الشبكة
مناخ ضلفعه